# Burmannia flava
Burmannia flava är en enhjärtbladig växtart som beskrevs av Carl Friedrich Philipp von Martius. Burmannia flava ingår i släktet Burmannia och familjen Burmanniaceae. Inga underarter finns listade i Catalogue of Life.

## Bildgalleri

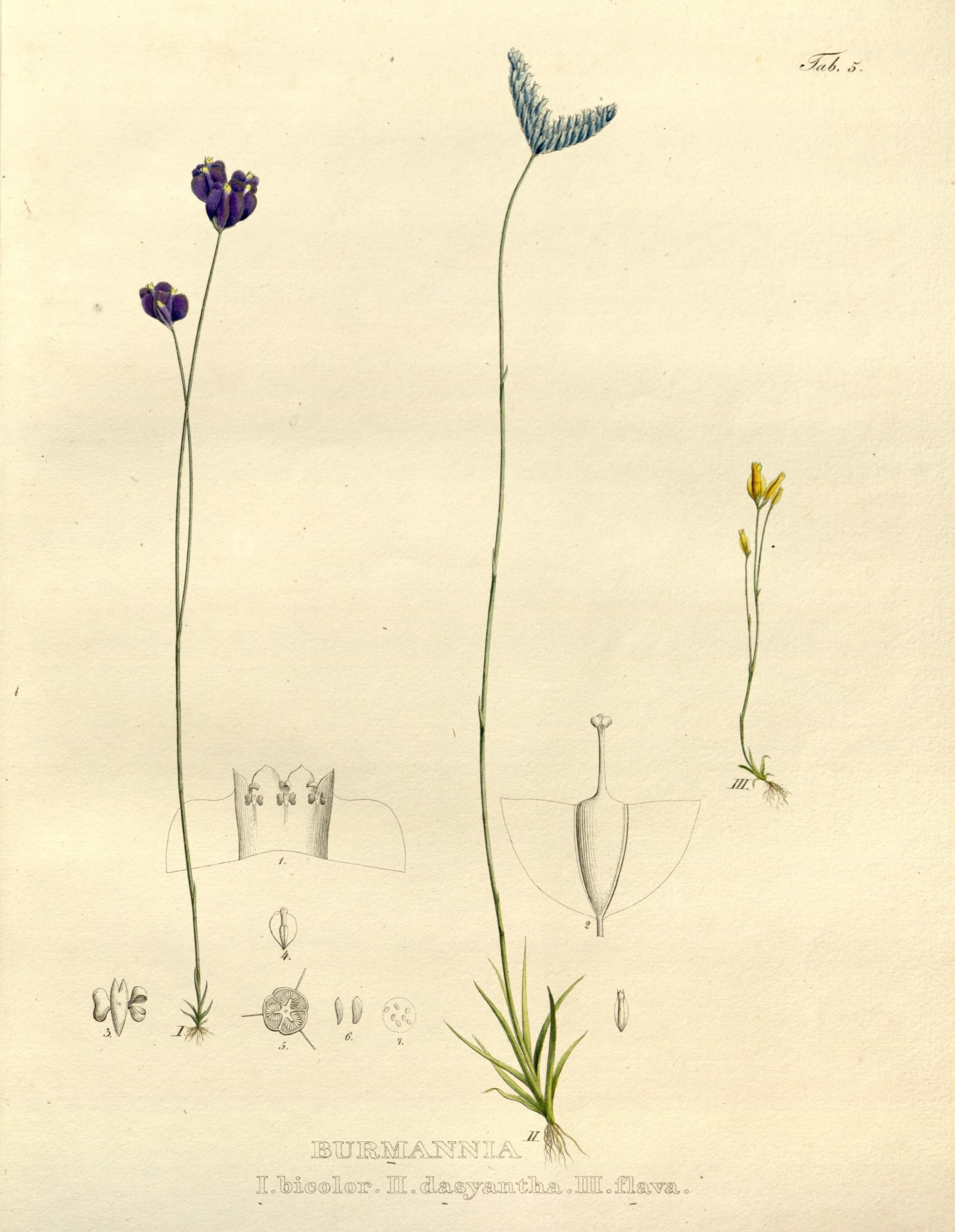